# Hombre o demonio
Hombre o demonio è un film del 1940 diretto da Miguel Contreras Torres.

## Produzione
Il film, girato in Messico, fu prodotto dalla Colonial Films e dalla Hispano Continental Films.

## Distribuzione
Il film uscì nelle sale messicane il 17 ottobre 1940.